# Themie Thomai
Themie Thomai (ur. 13 października 1945 we wsi Goriçaj k. Lushnji, zm. 19 grudnia 2020 w Tiranie) – albańska działaczka komunistyczna i agronom, minister rolnictwa w latach 1976-1989.

## Życiorys
Pracowała w jednym z kołchozów, zanim nie została wysłana na studia z zakresu agronomii na Uniwersytecie Rolniczym w Tiranie. Po ukończeniu studiów w 1967 objęła stanowisko dyrektorki kooperatywy rolniczej w Këmishtaj. W październiku 1974 otrzymała mandat deputowanej do Zgromadzenia Ludowego, w którym zasiadała do lutego 1992.
W kwietniu 1976 objęła stanowisko ministra rolnictwa w rządzie Mehmeta Shehu. Thomai opracowała wraz ze swoim resortem projekt zwiększenia wydajności produkcji rolnej. W lutym 1989 straciła stanowisko ministerialne i została mianowana pierwszym sekretarzem komitetu partii w Lushnji. W latach 1979–1984 pełniła funkcję wiceprzewodniczącej Frontu Demokratycznego - największej w Albanii organizacji masowej.
Zmarła w grudniu 2020 w wyniku infekcji koronawirusem Covid-19.
Była mężatką (mąż był dentystą), miała dwoje dzieci (Lindita, Ilir).